# Wladimiro Calarese
Wladimiro Calarese (ur. 3 października 1930 w Mesynie, zm. 13 sierpnia 2005 w Dayton) – włoski szablista, czterokrotny medalista olimpijski i dwukrotny medalista mistrzostw świata.
Na igrzyskach olimpijskich w Rzymie w 1960 roku wywalczył indywidualnie brązowy medal. W rundzie finałowej wygrał dwie z trzech walk i uplasował się za Węgrem Zoltánem Horváthem. Na tej samej imprezie razem z Giampaolo Calanchinim, Pierluigim Chiccą, Mario Ravagnanem i Roberto Ferrarim zajął drużynowo trzecie miejsce. Na rozgrywanych cztery lata później igrzyskach olimpijskich w Tokio reprezentacja Włoch w składzie: Wladimiro Calarese, Giampaolo Calanchini, Pierluigi Chicca, Mario Ravagnan i Cesare Salvadori zdobyła drużynowo srebrny medal. W turnieju indywidualnym odpadł w ćwierćfinałach. Brał też udział w igrzyskach olimpijskich w Meksyku w 1968 roku, gdzie razem z Rolando Rigolim, Pierluigim Chiccą, Michele Maffeim i Cesare Salvadorim ponownie zdobył srebrny medal drużynowo. Indywidualnie był tym razem trzynasty.
Podczas mistrzostw świata w Gdańsku w 1963 roku zdobył brązowy medal w turnieju indywidualnym, plasując się za Jakowem Rylskim z ZSRR i Polakiem Jerzym Pawłowskim. Wywalczył też srebrny medal w zawodach drużynowych na mistrzostwach świata w Paryżu dwa lata później.